# دانشگاه معدن سن پترزبورگ
دانشگاه معدن سن پترزبورگ (روسی: Санкт-Петербургский горный университет)، قدیمی‌ترین دانشگاه فنی روسیه  و یکی از قدیمی ترین دانشکده‌های فنی در اروپا است. این دانشگاه در ۲۱ اکتبر ۱۷۷۳ توسط کاترین کبیر تأسیس شد، که ایده‌ای را که توسط پیتر کبیر و میخاییل لومونسف برای آموزش مهندسین برای صنایع معدنی و فلزات پیشنهاد شده بود، تحقق بخشید. بسیاری از حاکمان روسیه، داشتن یک حرفه مهندسی قوی را ابزاری حیاتی برای حفظ موقعیت روسیه به عنوان یک قدرت بزرگ می‌دانستند. همانطور که مورخ آلفرد جی ریبر  نوشت: "ازدواج فناوری و قدرت دولت مرکزی برای پتر کبیر و جانشینان او، به ویژه پاول یکم ، الکساندر یکم ، و نیکلای یکم جذابیت طبیعی داشت".  هر سه تحصیلات نظامی داشتند و دستاوردهای مهندسان انقلابی و امپراتوری فرانسه را دیده بودند که شاهراه‌های بزرگ را بازسازی کردند، آبراه‌ها را متحد کردند و ساختمان‌هایی را در سرتاسر اروپا برپا کردند تا ادای احترامی ماندگارتر از تمام آثار ناپلئونی به فرانسوی‌ها باشد.
اگرچه این دانشگاه در سنت پترزبورگ واقع شده است، اما در سطح فدرال به جای محلی است و با شرکت‌های نفت، گاز و معدن جهانی و همچنین دولت‌ها شراکت دارد. موزه آن یکی از بهترین مجموعه‌های جواهرات و نمونه‌های معدنی در جهان است و ساختمان دانشگاه یک شاهکار نئوکلاسیک است که توسط آندری ورونیخین طراحی شده است.